# ایرینا رومولدانووا

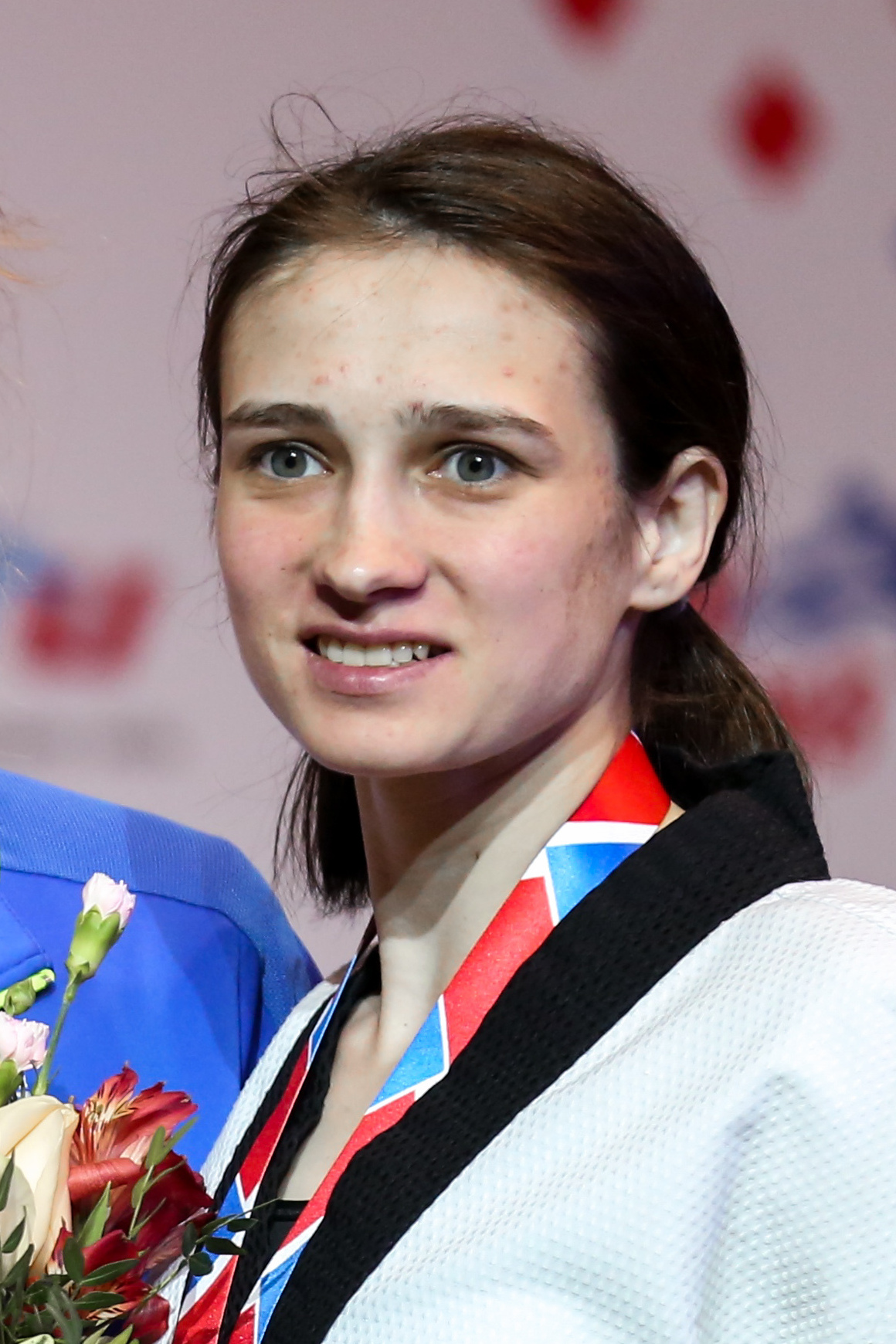
ایرینا رومولدانووا - ۲۰۱۸

ایرینا رومولدانووا (اوکراینی: Ірина Ромолданова؛ متولد ۲۹ مه ۱۹۹۴ در کیف) یک تکواندوکار اوکراینی است.
رومولدانووا در مسابقات قهرمانی تکواندو جهان ۲۰۱۵ مدال نقره دسته سبک‌وزن زنان را به دست آورد.
در سال ۲۰۱۷، وی مدال طلای دسته سبک‌وزن زنان را در یونیورسیاد تابستانی ۲۰۱۷ در تایپه، از آن خود کرد.